# Clarence Edward Elwell

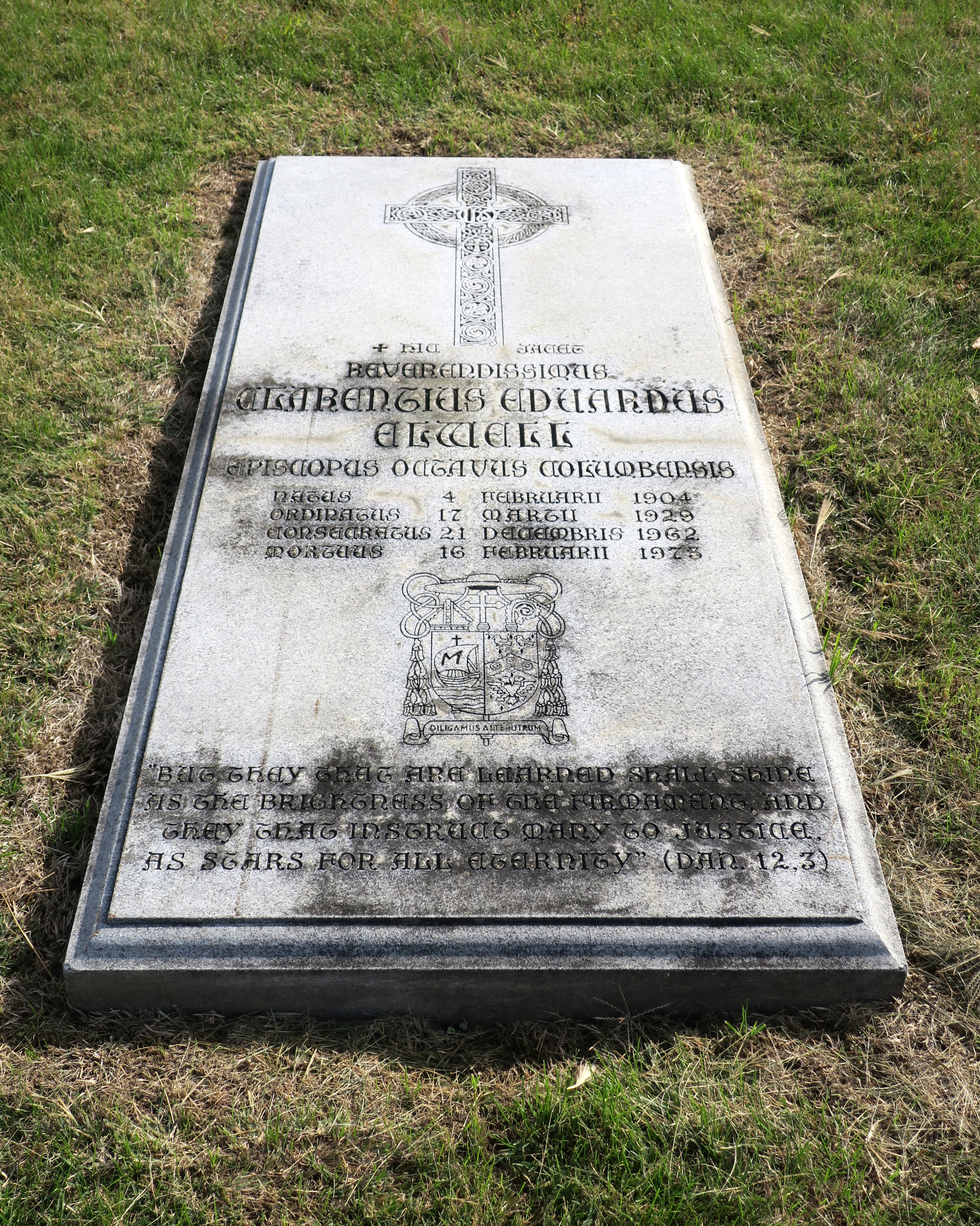
Grab von Clarence Edward Elwell auf dem St. Joseph Cemetery in Lockbourne

Clarence Edward Elwell (* 4. Februar 1904 in Cleveland, Ohio; † 16. Februar 1973 in Columbus) war ein US-amerikanischer Geistlicher und römisch-katholischer Bischof von Columbus.

## Leben
Clarence Edward Elwell besuchte die Holy Name High School in Cleveland. Anschließend studierte Elwell zunächst zwei Jahre Medizin am St. Ignatius College in Cleveland, bevor er in das St. Mary Seminary in Lakeside eintrat. Dort begann er das Studium der Philosophie und der Katholischen Theologie, das er später an der Universität Innsbruck fortsetzte. Clarence Edward Elwell empfing am 17. März 1929 in Innsbruck durch den Apostolischen Administrator von Innsbruck-Feldkirch, Sigismund Waitz, das Sakrament der Priesterweihe für das Bistum Cleveland.
Nach der Rückkehr in seine Heimat war Elwell als Pfarrvikar, Lehrer und stellvertretender Schulinspektor für die katholischen Schulen im Bistum Cleveland tätig. Clarence Edward Elwell erwarb 1934 an der Western Reserve University in Cleveland einen Master im Fach Bildungswissenschaften und wurde 1938 an der Harvard University promoviert. Danach wirkte er als Verantwortlicher für die katholischen High Schools, bevor er 1946 Schulinspektor für alle katholischen Schulen im Bistum Cleveland wurde. Daneben verfasste Elwell einige Schulbücher. Papst Pius XII. verlieh ihm am 30. Mai 1949 den Titel Päpstlicher Hausprälat.
Am 5. November 1962 ernannte ihn Papst Johannes XXIII. zum Titularbischof von Cone und zum Weihbischof in Cleveland. Der Apostolische Delegat in den USA, Erzbischof Egidio Vagnozzi, spendete ihm am 21. Dezember desselben Jahres in der Kathedrale St. John the Evangelist in Cleveland die Bischofsweihe; Mitkonsekratoren waren der Bischof von Oakland, Floyd Lawrence Begin, und der Weihbischof in Cleveland, John Francis Whealon. Sein Wahlspruch Diligamus alterutrum („Wir wollen einander lieben“) stammt aus 1 Joh 4,7 . Clarence Edward Elwell nahm an der zweiten, dritten und vierten Sitzungsperiode des Zweiten Vatikanischen Konzils teil.
Papst Paul VI. ernannte ihn am 24. Mai 1968 zum Bischof von Columbus. Am 22. August desselben Jahres erfolgte die Amtseinführung. In seiner Amtszeit gründete Elwell die Tuscarawas Central Catholic High School in New Philadelphia, die William V. Fisher Catholic High School in Lancaster und die Bishop Rosecrans High School in Zanesville. Ferner wandelte er das Kleine Seminar des Bistums Columbus in die Saint Charles Preparatory School um.
Sein Grab befindet sich auf dem St. Joseph Cemetery in Lockbourne. Der 1981 gegründete Bishop Elwell Fund for Catholic Educators, der katholische Lehrer mit Stipendien für ihre Ausbildung unterstützt, wurde nach ihm benannt.

## Schriften (Auswahl)
- The influence of the enlightenment of the Catholic theory of religious education in France. Harvard University Press, Cambridge 1944, OCLC 988731347.
- Our goal and our guides (= Our quest for happiness. Band 1). Mentzer, Chicago 1945, OCLC 1100192552.
- Through Christ Our Lord (= Our quest for happiness. Band 2). Mentzer, Chicago 1945, OCLC 1100194127.
- The Ark and the dove (= Our quest for happiness. Band 3). Mentzer, Chicago 1947, OCLC 1100192374.
- Toward the eternal commencement (= Our quest for happiness. Band 4). Mentzer, Chicago 1947, OCLC 1100192186.
- Clarence Edward Elwell, Mary Therese Dunn, Mary Kieran Dowd: Teacher’s handbook for use with series Our quest for happiness for high-school religion. Mentzer, Bush & Co., Chicago 1947, OCLC 276461639.
- Mary Marguerite, Mary Mark, Clarence E. Elwell: The new Catholic school speller. Laidlaw Bros., River Forest, Illinois 1952, OCLC 12239421.
- Clarence Edward Elwell, Mary Patrick, Mary Marcella, Mary Verona: First grade phonics manual and lesson plans for the Christian child reading series (= Christian child reading series). Reardon, Baer, Cleveland 1959, OCLC 223232716.
- Reading manual for Reaching up of the Christian child reading series (= Christian child reading series). Reardon, Baer, Cleveland 1961, OCLC 223230894.
- The Christian child reading series: a modern linguistic approach to reading. Reardon, Baer, Cleveland 1969, OCLC 3544547.